# Rolf Kaiser (Fußballspieler)
Rolf Kaiser (* 30. Juni 1954) ist ein ehemaliger deutscher Fußballspieler. In der DDR-Oberliga, der höchsten Spielklasse im DDR-Fußball, spielte er für den 1. FC Lokomotive Leipzig und die BSG Chemie Leipzig. Kaiser ist achtfacher DDR-Juniorennationalspieler.

## Sportliche Laufbahn
Im Sommer 1971 wurde der beim 1. FC Lokomotive Leipzig spielende 17-jährige Rolf Kaiser in den Kader der DDR-Juniorennationalmannschaft berufen. Bis 1972 bestritt er mit der Juniorenauswahl acht Länderspiele, in denen er als Verteidiger eingesetzt wurde und ein Tor erzielte. In der Saison 1972/73 gehörte er bereits zum Spielerstamm der DDR-Liga-Mannschaft 1. FC Lok Leipzig II. Von den 22 Punktspielen bestritt er 19 Begegnungen. Mit seinen 18 Punktspieleinsätzen gehörte er auch 1973/74 zum Stammpersonal der 2. Mannschaft, kam aber auch am drittletzten Spieltag der Oberliga zu einem 45-minütigen Einsatz als Einwechselspieler für Mittelfeldspieler Lutz Moldt. 1974/75 stieg Kaiser mit der 2. Mannschaft aus der DDR-Liga ab und verbrachte zwei Spielzeiten in Nachwuchsoberligamannschaft.
Nachdem der 1. FC Lokomotive für Kaiser keine Perspektive mehr sah, wurde er zur Bezirksliga-Mannschaft der BSG Motor Lindenau abgeschoben, wo er bis zum November 1979 aktiv war. Anschließend holte ihn der Oberligist Chemie Leipzig zur Verstärkung seines Kaders. Nach ersten Einsätzen in der Nachwuchsoberliga wurde Kaiser  am 20. Oberligaspieltag der Saison 1979/80 in der 1. Mannschaft aufgeboten. Er kam für den verletzten Verteidiger Frank Mulanski zum Einsatz und bestritt bis zum Saisonende weitere vier Oberligaspiele. Danach stieg Chemie Leipzig in die DDR-Liga ab. Dort kam Kaiser  1980/81 und 1981/82 bei insgesamt 44 ausgetragenen Punktspielen zu 25 Einsätzen. 1982 schaffte Chemie Leipzig die Rückkehr in die Oberliga, die jedoch ohne Rolf Kaiser stattfand. Er tauchte nicht mehr in den oberen Fußball-Ligen auf.